# دعاء طعيمة
دعاء طعيمة (2 مايو 1982)، هي خريجة معهد الفنون المسرحية (مصر) دفعة 2009. بدأت حياتها الفنية بإخراج بعض المسرحيات التي فازت من خلالها بالعديد من الجوائز منها جائزة العرض الأول وجائزة أفضل إخراج وذلك عن عرض «شكلها باظت»، وأيضا فازت بجائزة العرض الأول وجائزة أفضل إخراج في مهرجان المسرح العربي عن عرض «ياما في الجراب»، واشتركت مع فرقة معمل مسرح الكيستيس «الإيطالي» في تمثيل عرض «أين تطير العنقاء» Dove volano fenice الذي عرض في إيطاليا ثم في مصر.
بعد ذلك اتجهت دعاء إلى السينما والدراما التلفزيونية وشاركت في البداية ببعض الأدوار الصغيرة وانطلقت بعد ذلك لتثبت موهبتها وبقوة.

## المسلسلات
- 30 يوم
- أزمة نسب
- ابن النظام
- شمس الأنصاري
- نونة المأذونة
- باب الخلق
- فرح ليلي
- دوران شبرا